# Cameo-Parkway Records
Cameo-Parkway Records — американський лейбл звукозапису, створений 1956 року.
Засновниками компанії Cameo-Parkway Records, створеної 1956 року в Філадельфії, стали автори пісень Берні Лоу та Кел Манн. Головною зіркою лейблу став співак Чаббі Чекер, який став популярним після виконання пісні Генка Балларда «The Twist» на телевізійному шоу American Bandstand TV 1960 року. Cameo-Parkway Records залишався одним з провідних американських лейблів кінця 1950-х — початку 1960-х років, маючи у своєму каталозі записи таких виконавців, як Чарлі Грейсі, The Orlons, Ді Ді Шарп, Біг Ді Ірвін, Боббі Райделл, The Tymes, Патті Лабель та багато інших.
1963 року Лоу та Манн продали лейбл. Це збіглося з початком так званого «Британського вторгнення», яке негативно вплинуло на компанію. Лейбл видав декілька пісень британських виконавців, серед яких The Kinks та Скрімінг Лорд Сатч. Останнім великим хітом Cameo-Parkway стала пісня «96 Tears» гурту гаражного року ? and the Mysterians. 1968 року каталог записів, що виходили на лейблі, придбав колишній менеджер Rolling Stones Аллен Клейн.